# Pago River
Pago River är ett vattendrag i Guam (USA). Det utgör gräns mellan kommunerna Chalan Pago-Ordot och Yona. Vattendraget bildas genom sammanflöde av Lonfit River och Sigua River. Pago River mynnar i Pago Bay.